# Die Rebellin
Pour plus de détails, voir Fiche technique et Distribution.
Die Rebellin (en français, La Rebelle) est un téléfilm allemand réalisé par Ute Wieland (de), diffusée pour la première fois en 2009.

## Synopsis
L'intrigue s'inspire de véritables événements historiques entourant le développement du récepteur de télévision allemand E 1.
Le père de Lena, petite fille passionnée de technologie, est Gustav Berkow, ingénieur dans les radiocommunications dans le domaine de Neue Hakeburg. Alors qu'il fuit la guerre à Berlin, il est tué. Peu de temps avant, il avait vendu son invention, un modèle amélioré de l'E 1, à un fabricant d'équipements de diffusion dans le sud de l'Allemagne. À sa mort, il donne à Lena une notice avec le nom de Sattler. Cet homme lui doit de l'argent pour ses recherches. Lena, sa mère malade Hilde et sa sœur Betty se réfugient dans une ferme. En cherchant Sattler, elle découvre une usine qui fabrique des radios à Fürth qui fait de bonnes affaires avec le Troisième Reich. Lena parvient à prendre contact avec Sattler. Lorsque les Alliés interdisent à l'entreprise de diffuser des radios déjà construites, elle vend alors des kits. Le charmant Hans Sattler voyage à travers le pays pour vendre et rencontre par hasard Lena. Elle tombe amoureuse du fils du propriétaire de l'usine. Son père Wilhelm (qui ressemble à Max Grundig) possède déjà les procédés de fabrication que lui a donnés Gustav Berkow et les conserve dans sa villa. Lena arrive au moment où Peter, le frère de Hans, qu'on croyait disparu, revient.
Mais la mère de Lena détruit ces documents, elle empêche ainsi Lena de lui acheter de la pénicilline pour soigner ses blessures dues à une explosion à l'hôpital où sa sœur Betty est infirmière. Walter Juskowiak lui vient en aide. Lorsque l'interdiction de produire est confirmée, Sattler engage Lena comme technicienne radio pour créer une nouvelle entreprise qui portera le nom de Berkow. Lena et Hans se marient et ont une fille, Stella. Lors d'une foire commerciale, Lena rencontre Möbius, qui conteste à Berkow l'invention d'un nouveau récepteur de télévision. Elle apprend la vérité par sa mère. Mais avant que Lena vienne la voir, sa mère brûle ces vieilles lettres et photos avec Möbius. Mais la maison prend feu, elle meurt dans l'incendie.
Maintenant Lena veut se concentrer pleinement sur la formation des techniciennes de la télévision. Hans passe le plus de temps dans la construction de l'usine de fabrication de télévision "Stellaris". Comme les téléviseurs sont trop chers pour le grand public et de mauvaise qualité, Wilhelm Sattler décide d'arrêter d'investir. La République fédérale est maintenant un État souverain qui autorise Sattler à produire à nouveau des radios et des télévisions. Wilhelm Sattler ne veut plus de Lena. Bronsky lui parvient à trouver du travail grâce à son réseau. Sattler tombe dans le coma après un grave accident causé par son fils, Hans reprend la gestion. Lena développe un nouveau modèle de téléviseur pour le grand public. Mais à cause des problèmes financiers et du travail de Lena qui lui prend beaucoup de son temps, le mariage est en crise. Une rupture de contrat avec une entreprise de vente par correspondance et une grève des ouvriers intensifient la crise. Lorsque Lena concède un partage des profits avec les travailleurs, Bronsky obtient une procuration générale de Wilhelm Sattler qui se remet lentement et licencie sans préavis Hans qui boit et fait une tentative de suicide qui ne réussit pas. Lena souhaite se réconcilier avec son beau-père et vient avec Peter Sattler à Kleinmachnow maintenant en RDA afin de revoir le domaine de Hakeburg, devenu la Parteihochschule Karl Marx. Elle découvre que son père, sous la direction de Möbius, ne développait pas de récepteur de télévision mais des technologies militaires. Elle apprend ensuite que Möbius porte un nouveau nom, a la citoyenneté américaine et est un conseiller militaire auprès du jeune gouvernement. Le beau-frère de Lena l'informe que Möbius se rendra à un congrès en Allemagne. Ils y vont et apprennent par Möbius que l'E 2 n'est pas une amélioration de l'E 1, mais le nom du programme secret de développement d'un systèmes de transmission d'images pour diriger un bombardement sur lequel travaillait Berkow. Möbius lui avoue à Lena qu'il est son père biologique et qu'il s'est acheté une nouvelle conscience en travaillant avec les Américains. À l'initiative d'Olga Schmitt, Lena reçoit une invitation en Amérique pour sa nouvelle invention, une télécommande. Quand elle vient à New York, elle a la surprise que c'est Walter Juskowiak qui l'a faite venir et lui propose un emploi dans son entreprise. En Allemagne, Wilhelm Sattler veut convaincre son fils de reprendre la société maintenant. Hans refuse parce que Lena mérite cette fonction. Il part à New York pour retrouver Lena.
À l'Empire State Building, où Lena voulait enfant lancer un avion en papier, Lena, Hans et Stella sont de nouveau ensemble.

## Fiche technique
- Titre : Die Rebellin
- Réalisation : Ute Wieland (de)
- Scénario : Christian Jeltsch (de), Monika Peetz (de)
- Musique : Oliver Biehler (de), Moe Jaksch
- Direction artistique : Frank Polosek
- Costumes : Elena Wegner
- Photographie : Jan Fehse
- Montage : Dunja Campregher
- Production : Tommy Kroepels
- Sociétés de production : ZDF, Neue deutsche Filmgesellschaft
- Société de distribution : ZDF
- Pays d'origine :  Allemagne
- Langue : allemand
- Format : Couleurs - 1,66:1 - Mono - 35 mm
- Genre : Drame
- Durée : 270 minutes en 3 parties
- Dates de diffusion :
  -  Allemagne : 5 janvier 2009.
  -  Autriche : 5 janvier 2009.

## Distribution
- Alexandra Neldel : Lena Berkow
- David Rott : Hans Sattler
- Anna Fischer : Betty Berkow
- Sebastian Bezzel : Walter Juskowiak
- Saskia Vester : Hilde Berkow
- Friedrich von Thun : Wilhelm Sattler
- Michael Mendl : Ferdinand Möbius
- Vadim Glowna : Dr. Severin Bronsky
- Ulrike Folkerts : Olga Schmitt
- Dominique Horwitz : Gustav Berkow
- Rosel Zech : Alma Sattler
- Alexander Beyer : Peter Sattler
- Bettina Redlich : Karin Sedlmayr
- Christian Näthe : Heinz-Hugo Heintze
- Simone von Zglinicki : Herta Juskowiak
- Horst Kummeth : Josef Steiner
- Josef Ostendorf : Arturo Bellini
- Andreas Schmidt : Zissler
- Robert Seeliger : Sergent Mahowny
- Nikola Kastner : Valerie von Gluck

## Source de traduction
- (de) Cet article est partiellement ou en totalité issu de l’article de Wikipédia en allemand intitulé « Die Rebellin (Film) » (voir la liste des auteurs).